# Ferdinand Steiner (Klarinettist)
Ferdinand Steiner (* 4. Dezember 1970 in Aichkirchen, Österreich) ist ein Klarinettist. Er ist Soloklarinettist im Mozarteumorchester Salzburg.

## Ausbildung und Engagements
Steiner studierte an der Musikuniversität in Wien bei Peter Schmidl, Johann Hindler und Ernst Ottensamer. Die Diplomprüfung bestand er mit Auszeichnung. Danach begann er ein Postgraduate-Studium an der Universität Mozarteum Salzburg bei Alois Brandhofer.
Er spielte in vielen Orchestern als Aushilfe, wie z. B. bei den Wiener Philharmonikern, der Wiener Staatsoper, den Berliner Philharmonikern.
Regelmäßig spielt er als Gast auf der Soloklarinette in der Camerata Salzburg.
Außerdem hatte er viele Auftritte als Solist mit diversen Orchestern wie: Mozarteumorchester Salzburg, Sinfonietta da Camera Salzburg, Stuttgarter Philharmonikern, Philharmonischen Orchester Südwestfalen, Salzburger Kammerorchester, Sinfonietta Shizuoka bei zahlreichen internationalen Festivals:
Salzburger Festspielen, Festival Internacional de Galicia, Festival Mozart Nantes, Mozartfestival Kanazawa, Europäischer Konzertsommer Aspach, Sterzinger Osterfestspiele, Salzkammergut Mozartfestival.

## Kammermusik
Steiner beschäftigt sich intensiv mit Kammermusik.
Konzerte mit:
- Mozarteum Quartett Salzburg
- Salzburger Solisten
- Salzburg Classical Quintet
- Henschel Quartett München
- Ensemble Octogon

Außerdem hatte er Auftritte im Rahmen der Internationalen Salzburger Mozartwoche, sowie beim Carinthischen Sommer, dem Internationalen Beethovenfest Bonn und im Palau de la Música in Barcelona. Konzertreisen führen ihn nach Japan, USA, Südamerika und in viele Staaten Europas.

## Instrument
Steiner spielt u. a. auf einer Bassettklarinette; Für ihn gebaut von der Firma Otmar Hammerschmidt in Wattens, Tirol. Das Instrument wird von ihm ständig weiterentwickelt, um den möglichst optimalen Klang für das Klarinettenkonzert von W. A. Mozart, KV 622, zu erreichen.

## Diskographie
- Ferdiggietto, erschienen 2006 bei Classic Concert Records
- Jupiter Symphonie, die Einspielung des Mozart-Klarinettenkonzertes (KV 622) erschien 2006 bei Extraplatte.

Insgesamt wirkte Ferdinand Steiner bei mehr als 40 CD-Einspielungen mit (u. a. mit dem Mozarteumorchester Salzburg), die bei Labels wie Oehms Classic, ORF und Salzburger Festspiele erschienen.

## Komponisten, die für F. Steiner komponierten
- Shigeru Kanno (Uraufführung seines Klarinettenkonzertes im Rahmen des Salzkammergut Mozartfestivals 06)
- Peter Wesenauer
- John Thrower
- Andreas Aigmüller
- Rainer Schottstädt